# Erling Mandelmann
Erling Mandelmann (18. listopadu 1935 Kodaň – 14. ledna 2018) byl dánský portrétní fotograf. Proslul fotografiemi stovek slavných osobností od Oskara Kokoschky přes Chaplina po Nastassju Kinski.

## Životopis
Svou kariéru začal jako nezávislý fotoreportér uprostřed 60. let.
Pracoval 40 let jako nezávislý fotoreportér a portrétní fotograf pro řadu švýcarských a evropských publikací, stejně jako pro různé mezinárodní organizace. (Světová zdravotnická organizace, Mezinárodní organizace práce, Organizace spojených národů nebo Amnesty International)
Jeho fotografický archiv byl uložen v Historickém muzeum v Lausanne. Na úložišti Wikimedia Commons je k dispozici více než 600 jeho portrétních snímků.

## Portréty
Erling Mandelmann pořídil více než 500 portrétů osobností, mezi jinými také například:
Ernest Ansermet, Sadruddin Aga Khan, Pierre Alechinsky, Arman, Raymond Aron, Barbara (singer), Georg Baselitz, Maurice Béjart, Adulyadej, Bhumibol, Houari Boumedienne, Georges Brassens, Charlie Chaplin, Jacques Chessex, Christo, Noel Coward, Tenzin Gyatso (14. Dalai Lama), Frédéric Dard, Jean Ferrat, Claude François, Billy Graham, Günther Grass, Juliette Gréco, Nina Hagen, Johnny Hallyday, Marek Halter, Hans-Adam II, Prince of Liechtenstein, Audrey Hepburn, Barbara Hepworth, Asger Jorn, Ingvar Kamprad, Tadeusz Kantor, Wilhelm Kempff, Nastassja Kinski, Paul Klecki, Oskar Kokoschka, Hugo Loetscher, Nikita Magaloff, James Mason, Yehudi Menuhin, Nathan Milstein, Verner Panton, Bertrand Piccard, Jacques Piccard, Hugo Pratt, Hubert Reeves, Petre Roman, Denis de Rougemont, Arthur Rubinstein, Niki de Saint Phalle, Léopold Sedar Senghor, Georges Simenon, Jean Tinguely, Mark Tobey, Peter Ustinov, Sylvie Vartan, Simone Veil or Elie Wiesel.

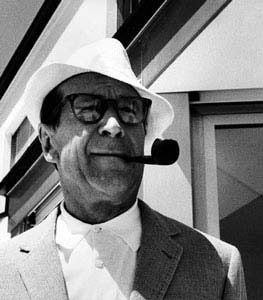
Georges Simenon (1963)
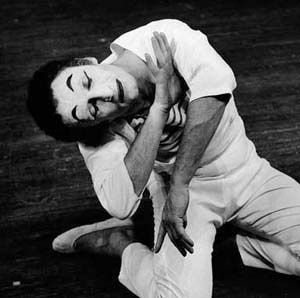
Marcel Marceau (1963)
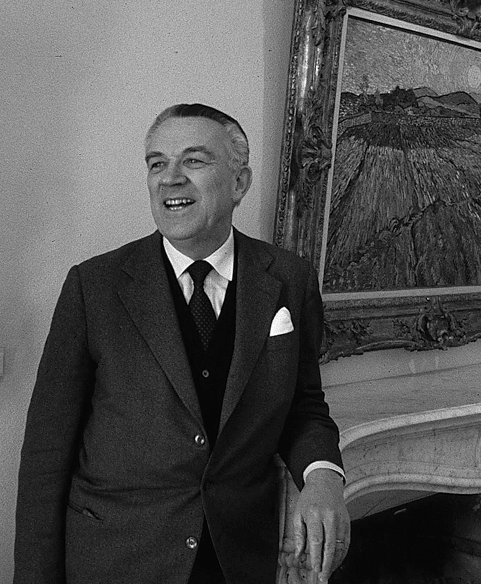
François Daulte (1985)
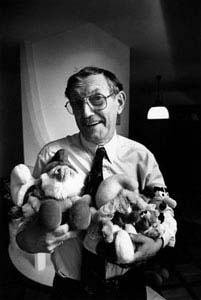
Peyo (1990)
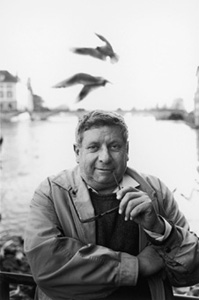
Hugo Loetscher (1993)

## Výstavy
- 1969: P Galerie-Club Migros, Lausanne (CH)
- 1971:	P Photo-reportages, The Danish Museum of Industrial Art, Copenhagen (DK)
- 1974:	C One World for All, Photokina, Köln (D)
- 1975:	C RAPHO, Galerie Clinch, Paris (F)
- 1977:	C The Child of this World, World Exhibition of Photography (D)
- 1978:	P Lausanne 1900, Musée des arts décoratifs, Lausanne (CH)
- 1983:	C 100 ans FSJ, Fédération Suisse des Journalistes, Fribourg (CH)
- 1986:	C Charlottenborg Academy of Fine Arts, Copenhagen (DK)
- 1986: C l'Histoire du Portrait, Musée de l'Élysée Comptoire Suisse, Lausanne (CH)
- 1987:	P Portraits – projection de dias sur une musique de Philip Glass ("Nuit de la photo"), Musée de l'Élysée, Lausanne (CH)
- 1987: C Fête des vignerons, Musée de l'appareil photo, Vevey (CH)
- 1992:	C Marges, Dpt. de la prévoyance sociale, Vaud (CH)
- 1995:	P Impressionen 95, expo pour les 125 ans de la Clinique Psychiatrique Universitaire, Zurich (ZH)
- 1995:	P Portraits nordique, Nordisches Institut der Ernst-Moritz-Arndt Universität, Greifswald (D)
- 1996:	P Foto-Porträts, Caspar-David-Friedrich Institut, Greifswald (D)
- 1996:	P Mennesker paa min vej ("Rencontres" – 30 ans de portraits), Rundetaarn, Copenhagen (DK )
- 1997:	P Rencontres Portraits de 30 ans de photo-journalisme, Centre vivant d'Art contemporain, Grignan / Drôme , France
- 1997:	P Persönlichkeiten, Nikon Image House, Zürich (CH)
- 1997:	P Portraits, Salon de Sud-Est (l'invité de la 70e édition de l'exposition), Palais des Expositions, Lyon (F)
- 1998:	P Carrières de femmes & passion d'ingenieures, Pont de la Machine, Geneva; EPFL, + Forum Hôtel de Ville, Lausanne, CH
- 1999: P Rencontres, Espace Culturel Georges Sand, St. Quentin Fallavier (F)
- 1999: C Le pays de la Fête 1999, "Fête des Vignerons 1977", Musée de Pully (CH)
- 2000: P Portraits fin de siècle, Musée historique, Lausanne (CH)
- 2001: P Musée de l'Histoire Nationale, Modern collection, Château de Frederiksborg (DK)
- 2001: P Parcours de femmes, l'Université de Neuchâtel (CH)
- 2001: C Hall of mirrors, portraits from the museums collection, Museet for Fotokunst Brandts, Brandts Klædefabrik, Odense (Dánsko)
- 2002: C Inside the sixties: g.p. 1.2.3.È Musée des Beaux-Arts, Lausanne
- 2002: C London in the sixties, Organisation Mondiale de la Propriété Intellectuelle, Genève
- 2003: C Vivre entre deux mondes, Musée historique de Lausanne, 18 portraits d'immigrés
- 2007: C Objectif photoreportage, Musée Historique de Lausanne
- 2009: C Au fil du temps, - le jeu de l'âge Fondation Claude Verdan (Musée de la Main), Lausanne
- 2009: P Ceux de Vézelay - portrait d'un Bourg, expo noir/blanc, Vézeley (FR)
- 2010: P le photographe, le musicien et l'architecte, Villa "Le Lac" Le Corbusier/ Corseaux-Vevey
- 2014: P Oskar Kokoschka dans l'objectif du photographe. Fondaton Oskar Kokoschka au Musée Jenisch, dans le cadre du Festival IMAGES, Vevey (CH)
- 2015: C "Cimetière monumentale de Milan", Temple de Venterol, avec lecture de la nouvelle "Weekend" (Le K) de Dino Buzatti.

P = samostatné výstavy; C = společné výstavy

## Galerie

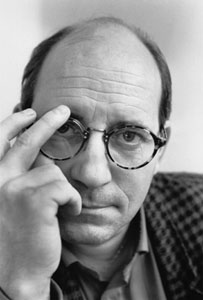
Armand Desarzens (1990)
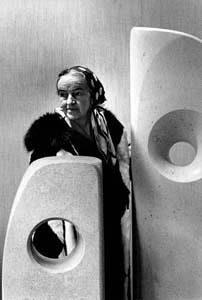
Barbara Hepworth (1966)
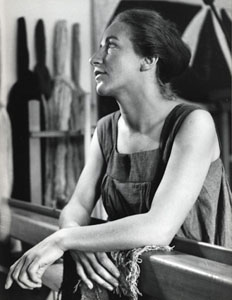
Benedikte Groth (1961)
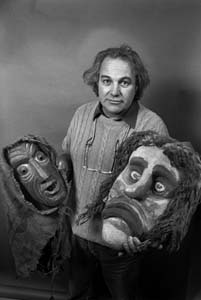
Bernard Crettaz
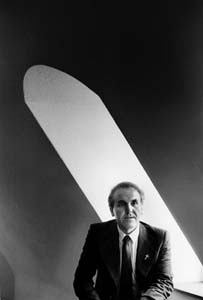
Cornelius Koch (1988)
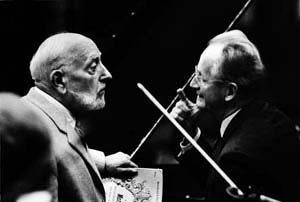
Ernest Ansermet a Wilhelm Kempff (1965)
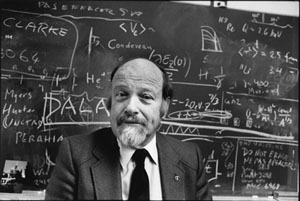
Georges M. Temmer (1987)
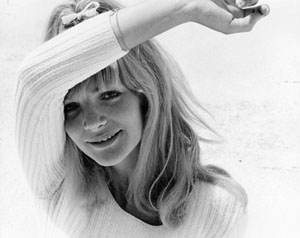
Ginette Noth (1963)
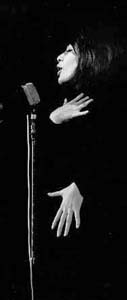
Juliette Gréco (1963)
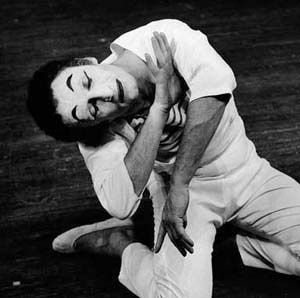
Marcel Marceau (1963)
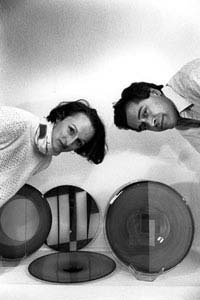
Monica Guggisberg a Philippe Baldwin (1983)
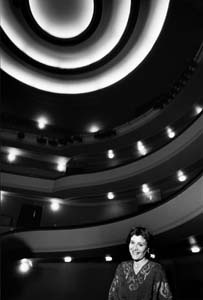
Renée Auphan (1988)
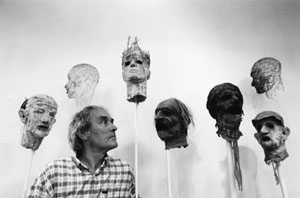
Werner Strub (2000)
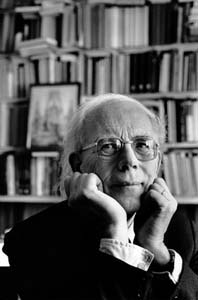
Carl-A. Keller (1989)
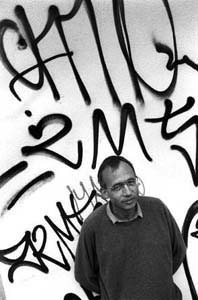
Daniel de Roulet (1994)
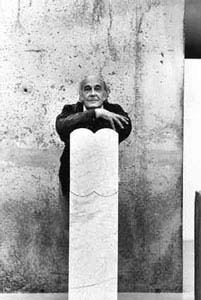
Emile Angéloz (1986)